# Ari Aster
Ari Aster, född 15 juli 1986 i New York, är en amerikansk filmregissör, manusförfattare, och filmproducent. Hans filmer är kända för att ha en oroväckande kombination av skräck, mörk komedi, och kompromisslösa skildringar av grafiskt våld. Bland hans mest kända filmer märks Hereditary och Midsommar, som båda är distribuerade av A24.

## Filmografi (i urval)
- 2018 – Hereditary
- 2019 – Midsommar
- 2023 – Beau Is Afraid
- 2023 – Dream Scenario
- 2025 – Eddington